# 鳴子 (音具)
鳴子（なるこ）は、木の板に竹の管や木片を付けて音が出るようにした道具の一種。本来は防鳥用の農具である。引き板やスズメ威しなどの別名がある。また地域や時代によって、ヒタ、トリオドシ（鳥威し）、ガラガラなど様々な呼称がある。

## 農具

### 用途

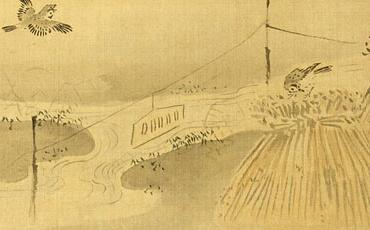
鳴子。狩野常信「鳴子稲田雀図(部分)」

収穫期に穀物を野鳥の食害から守るため、鳥を追い払う目的で使われてきた道具である。木の板に、数本の竹筒や木片を糸で吊り下げたもので田畑の中に設置する。本体の木の板には長い縄をつけて、家や樹木の陰などまで引いてくる。この縄を人間が引いて本体の木の板を揺すると、竹筒や木片が木の板に当たって音が鳴る。この音で鳥獣を脅かし追い払う。
これの番をして田畑に鳥が来たら鳴子を鳴らす人を「鳴子守」（なるこもり）、「鳴子引」（なるこひき）、「鳴子番」（なるこばん）といった。同じ仕掛けのものを縄をつけずにただ棒の先に付けたものもあり、こちらは「鳴竿」（ナルサオ）といい、これは人が手に持って鳥を追うものである。

### 歴史
8世紀以前の歌を多く集めた『万葉集』に既に「引板」は現れており、「衣手尓 水澁付左右 殖之田乎 引板吾波倍 真守有栗子」（作者不詳）とある。袖を水に濡らして植え慈しんだ田を引板を鳴らして守らねばならないことを詠んでいる（若い女性のことを田に例えて詠んだ歌とも解される）。平安時代『源氏物語』「手習」にも「引板ひき鳴らす音もおかしく、見しあづま路のことなども思ひ出でられて」とあり、『更級日記』にも「田といふものの、ひた引き鳴らす音など」と書かれている。中世には旅をする僧として知られる西行と寂然との贈答歌に「なにとなく 露ぞこぼるる秋の田に ひた引き鳴らす 大原の里」と詠まれている。
上記の「引板」の歌は農作業をする人間が操作して鳴らす道具であることが前提にあるが、平安時代後期以降は、引き板の操作すなわち農作業などしたこともないような層が歌に詠むにあたって、「引板」が風によって鳴らされているとすることに趣を感じて「引板」を「人が引かないのに鳴る＝鳴子」と詠むことが増えてくる。「宿ちかき 山田の引板（ひた）に 手もかけで 吹く秋風に まかせてぞ見る」（後拾遺和歌集）、「いほりさす そともの小田に 風すぎて 引かぬ鳴子（なるこ）の おとづれぞする（嘉元百首）、「人ぞなき 月ばかりすむ 小山田の なるこは風の 吹くにまかせて」（文保百首）、「夜もすがら たえず鳴子の 音（おと）すなり 山田のいほを 風や守（も）るらむ」（新千載和歌集）、「遠山田（とほやまだ） 人なきよりも 秋の夜は かりほのひたの 音ぞさびしき」（宝治百首）「あはれかな をちの山田に さ夜ふけて ほのかに引板の おとばかりして」（六百番歌合）、「引かで鳴る 夜の鳴子の 淋しさよ」夏目漱石など。
穀物を食べにくる野鳥を追い払うのは農作業において欠かせぬことであり、これを「鳥追」（とりおい）という。鳥を追うことで大切な稲が守れることから鳥追は神事として年中行事などで現在でも模擬的に行われる。日本の各地で1月の小正月に子供たちが鳥追の歌をくちずさみながら棒で地面を叩いてまわることが行われてきたのも、来る時期の豊作を願うそうした予祝儀礼の意味合いからである。

## 仕掛
兵法やサバイバル術などで、森林などの障害物が多いところで木などに紐やピアノ線、ワイヤーなどを張り、そこに木の板などをかけておき、何かが来た時にそれらがはずれて音を出すような仕掛けのことも、鳴子と呼ぶ。

## 楽器

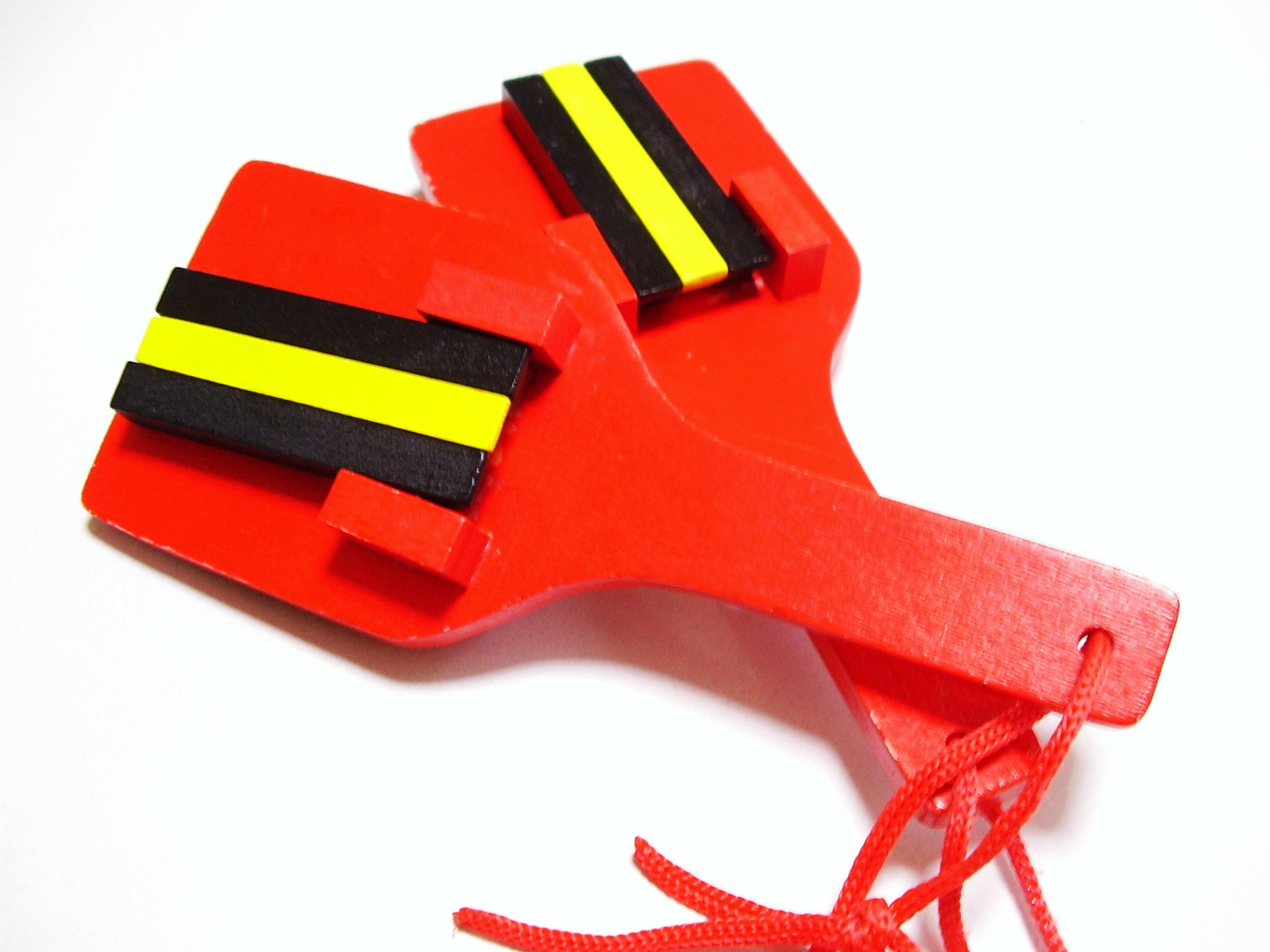
「よさこい鳴子」

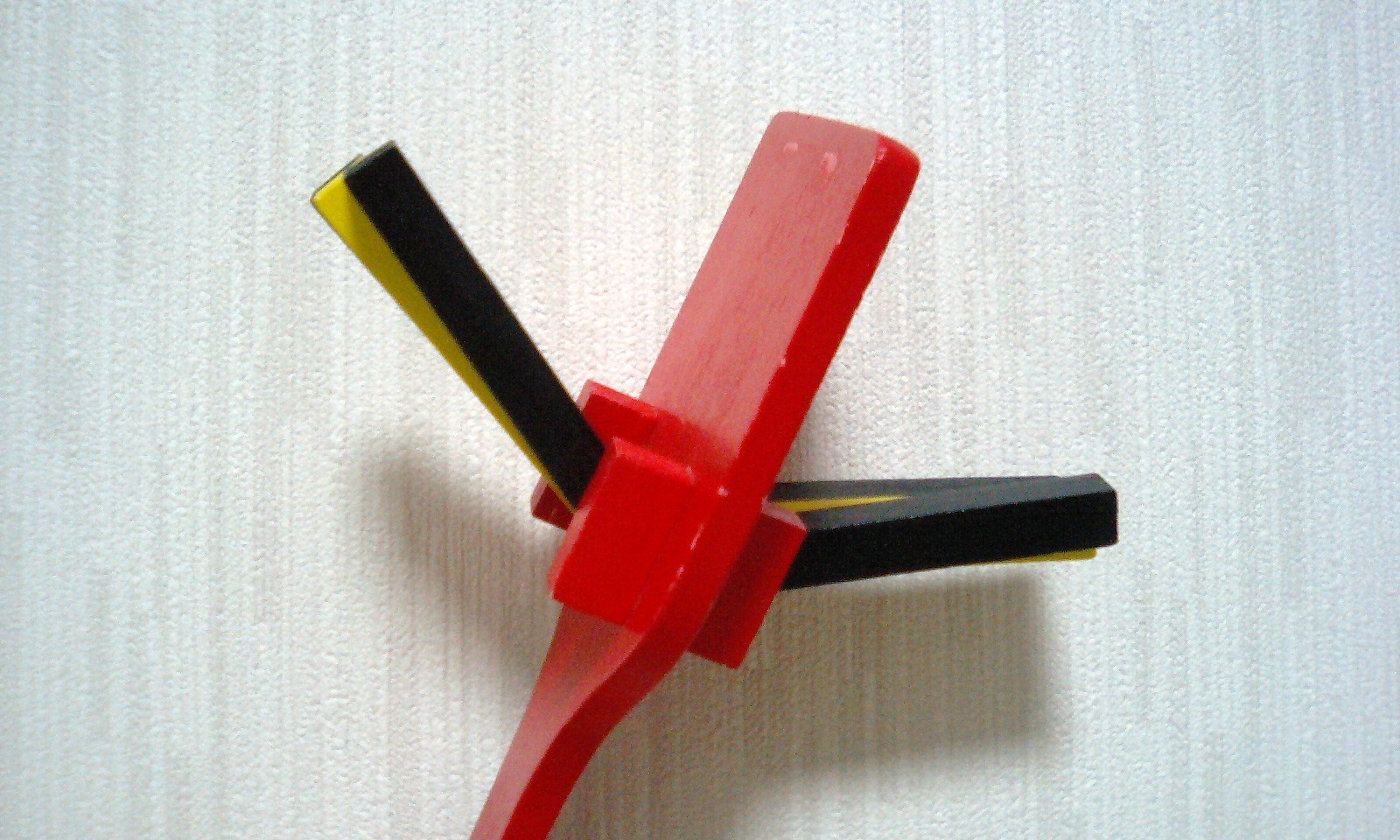
拍子木が開いた状態

写真はよさこい鳴子踊りで用いられる「よさこい鳴子」。これを踊りに取り入れた高知県高知市のよさこい祭りが知られている。よさこい祭りと関連して、ソーラン節を踊る時にも使われることがある。
戦後は日本の現代音楽の作曲家によって、打楽器として演奏に用いられるようにもなった。石井眞木、松平頼暁、下山一二三の作品に応用例が見られる。